# 飞驰人生
《飞驰人生》（英語：Pegasus）是2019年上映的中国大陆喜剧电影，由韩寒执导兼编剧，沈腾、黃景瑜、尹正领衔主演。于2019年2月5日在中国大陆和海外地区同步上映。

## 剧情
曾经在赛车界叱咤风云、如今却只能经营炒饭大排档的拉力賽赛车手张驰（沈腾饰）决定重返车坛挑战年轻一代的天才。然而没钱没车没队友，甚至驾照都得重新考，这场笑料百出不断被打脸的复出之路，还有更多哭笑不得的窘境在等待着这位过气车神……

## 演员

### 主要演员
| 演員   | 角色   | 介紹                         |
| 沈腾   | 张驰   | 曾经的顶级赛车手             |
| 黃景瑜 | 林臻东 | 年轻一代的顶级赛车手、富二代 |
| 尹正   | 孙宇强 | 张驰的領航員                 |
| 張本煜 | 记星   | 张驰的赛车维修员             |
| 尹昉   | 洪阔   | 林臻东的领航员               |

### 其他演员
- 赵文瑄 饰演 万和平
- 腾格尔 饰演 大哥
- 冯绍峰 饰演 日本漂移大师
- 田雨 饰演 田教练
- 魏翔 饰演 叶经理
- 叫兽易小星 饰演 高花阳
- 李庆誉 饰演 张飞（張馳之子）
- 徐才根 饰演 看门大爷
- 李玲玉 饰演 朱春娟
- 沈南 饰演 演播厅男主持人
- 李春嬡 饰演 演播厅女主持人
- 高华阳 饰演 游泳池高仁
- 刘帅良 饰演 警察
- 何穗 饰演 孙宇强老婆
- 田沅 饰演 张驰前女友
- 潘晓婷 饰演 张驰前女友
- 李兵 饰演 采访林臻东的主持人

## 幕后制作
影片选角
该片导演韩寒选演员很有针对性，几个主角沈腾、黄景瑜、尹正都对汽车有着浓厚的兴趣，尹正更是在赛车方面有较好的基础。 而具体到角色上，沈腾之所以可以饰演张弛，是因为导演觉得沈腾适合张弛这个角色，并且能较好地诠释出角色的特点。 而对于选择黄景瑜饰演林臻东，韩寒则是之前看过黄景瑜参演的《红海行动》并看过黄景瑜的很多照片，

## 電影歌曲
| 曲序 | 曲目                                             |          | 作曲       | 编曲   | 演唱者      |
| ---- | ------------------------------------------------ | -------- | ---------- | ------ | ----------- |
| 1.   | 一半人生（主题曲）                               | 韩寒     | 阿信       | 賴暐哲 | 阿信        |
| 2.   | 大哥你好吗（插曲）                               | 陈小奇   | 陈小奇     |        | 沈腾&腾格尔 |
| 3.   | 飞驰的人生（推广曲）                             | 尹约     | 高晓松     |        | 老狼        |
| 4.   | 奉献（片尾曲）                                   | 杨立德   | 翁孝良     | 陈光荣 | 韩寒        |
| 5.   | 君が好きだと叫びたい（好想大声说喜欢你）（插曲） | 山田恭二 | 多多纳好夫 |        | BAAD        |